# 杨天怡
杨天怡（1952年—），男，汉族，江苏镇江人，中华人民共和国政治人物。重庆大学无线电系自动控制专业毕业。

## 生平
1969年1月参加工作。1998年2月，任重庆大学教务处处长（1993年9月至1998年7月，在重庆大学机械制造专业博士研究生学习）。2000年1月加入中国国民党革命委员会。2000年8月，任重庆大学校长助理。2001年11月，任民革沙坪坝区委主委，沙坪坝区政协副主席，重庆大学校长助理。2002年4月，兼任民革重庆市委副主委。2002年12月，又兼任民革中央委员。2005年1月任重庆大学副校长。2008年，当选第十一届全国人民代表大会重庆地区代表。2010年11月升任重庆市委主委。2011年1月，兼任重庆市政协副主席。2013年3月，任第十二届全国政协常委、重庆市政协副主席，民革中央常委、重庆市委主委。2017年5月，不再担任民革重庆市委主委。